# Річард Стенгоуп
Річард Стенгоуп  (англ. Richard Stanhope, 27 квітня 1957) — британський веслувальник, олімпійський медаліст.

## Виступи на Олімпіадах
| Олімпіада         | Дисципліна                        | Місце |
| ----------------- | --------------------------------- | ----- |
| Москва 1980       | вісімка розстібна зі стерновим    | 2     |
| Лос-Анджелес 1984 | двійка розстібна без стернового   | 12    |
| Сеул 1988         | вісімка розстібна зі стерновим    | 4     |
| Барселона 1992    | четвірка розстібна без стернового | 7     |

## Зовнішні посилання
- Досьє на sport.references.com [Архівовано 18 жовтня 2012 у Wayback Machine.]

1. ↑  Stanhope Richard